# Rejsen (eksperimentalfilm)
|  | Denne artikel er oprettet af botten Steenthbot ud fra en ekstern database. Den kan derfor have sproglige fejl eller mangler. Denne skabelon kan fjernes efter kontrol af indholdet. |

 For alternative betydninger, se Rejsen. (Se også artikler, som begynder med Rejsen)
Rejsen er en dansk eksperimentalfilm fra 1990 instrueret af Fanny Knight.

## Handling
Filmen er en drøm. Den er en rejse i tid og rum. En allegorisk fortælling i billede og lyd. Der er ingen ord.